# Mera (Wolga)

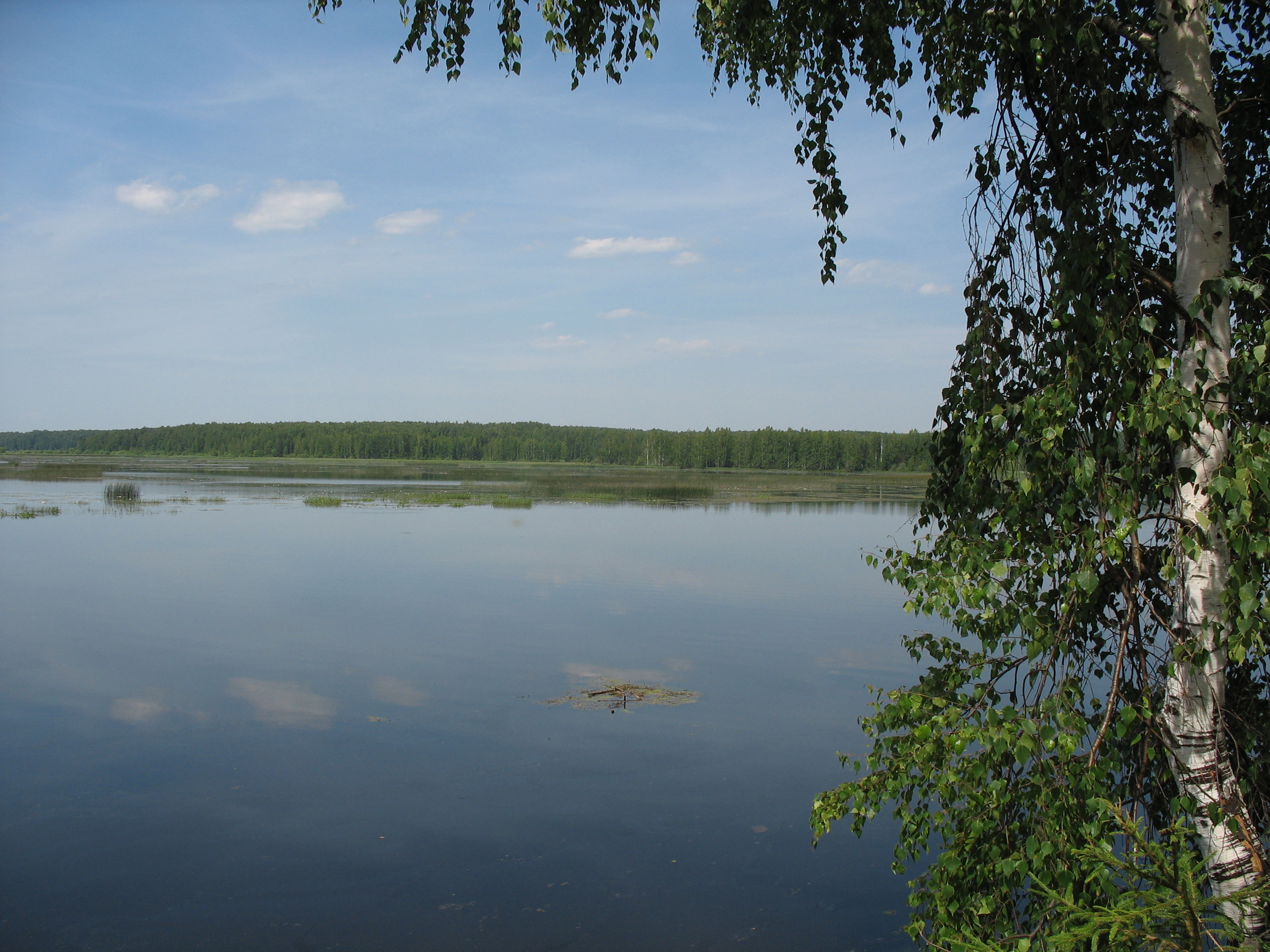
Mera

Die 152 km lange Mera (russisch Ме́ра) ist ein linker Nebenfluss der Wolga in der Oblast Kostroma und der Oblast Iwanowo im europäischen Teil Russlands.

## Flusslauf
Die Mera entspringt rund 3 km westlich des Ortes Perwuschino. Von dort fließt sie zunächst in Richtung Süden durch den waldreichen Südwesten der Oblast Kostroma. Nach rund einem Kilometer wird sie von der Bahnstrecke Jaroslawl–Kostroma–Galitsch überquert. In Perwuschino zweigt von dieser eine 32 Nebenstrecke nach Sawolschsk ab, auf der ausschließlich Güter transportiert werden, und die dem Lauf der Mera nun bis zur Grenze zur Oblast Iwanowo weitestgehend folgt.
Der Fluss fließt weiter sehr kurvenreich in überwiegend südlicher Richtung und passiert zahlreiche kleinere Ortschaften. Etwa 10 km südlich von Ostrowskoje mündet sein größter Nebenfluss, die Medosa ein. Kurz nach der Einmündung der Sendega überquert die Mera rund 5 km nördlich von Sawolschsk die Grenze zur Oblast Iwanowo, wo bereits nach wenigen Kilometern der Rückstau des Gorkier Stausees spürbar wird, zu dem die Wolga aufgestaut ist. Die Mera weitet sich in diesem Bereich und ist auf den untersten 10 km schiffbar. Bei Saretschny erreicht die Mera schließlich die Wolga.
Die Mera wird aus unterschiedlichen Quellen gespeist, es überwiegt jedoch Schmelzwasser. Zwischen November und April ist der Fluss gefroren.